# Versailles World Tour 2017 -10th Anniversary-
Versailles World Tour 2017 -10th Anniversary- fue la tercera gira mundial de la banda Versailles, la primera desde su regreso en 2015.
| Latinoamérica           | Latinoamérica           | Latinoamérica |
| ----------------------- | ----------------------- | ------------- |
| Fecha                   | Lugar                   | País          |
| 2 de septiembre de 2017 | El Plaza Condesa        | México        |
| 4 de septiembre de 2017 | Teatro Teletón          | Chile         |
| 6 de septiembre de 2017 | Teatro Vorterix         | Argentina     |
| 9 de septiembre de 2017 | Carioca Club            | Brasil        |
| Asia                    |                         |               |
| 15 de octubre de 2017   | Music Zone              | Hong Kong     |
| 28 de octubre de 2017   | Syntrend Clapper Studio | Taiwán        |